# 中共中央晋绥分局
中共晋绥分局是1940年代负责晋绥边区的党的领导机构。 

## 历史
1937年9月，八路军第一二〇师进入晋西北地区后，由师政委关向应率领师政治机关及教导团组成一二〇师地方工作团，分赴岢岚、兴县、静乐、临县、五寨等10余县发动组织群众，扩充主力部队，建立人民武装，开展抗日游击战争。1937年10月，关向应受北方局的委托，派一二〇师民运部长罗贵波在地方党组织的协助下，与赵秉彝组成中共晋西北工委。1937年11月，晋西北工委在岢岚县调整并改建为中共晋西北临时省委，统一领导晋西北及绥远省南部地区党的工作。晋西北临时省委以一二〇师民运部为掩护开展工作，党组织的活动主要通过各级战动总会、牺盟会和工、农、青、妇等抗日群众团体所举办的训练班进行，依靠其中秘密党员在训练班中培养发展党员并建立支部。1938年春，中共晋西北省委（亦称晋绥省委）正式成立。1938年秋，根据中共中央关于敌后省委改称区党委的指示，晋西北省委改称中共晋西北区党委。在这一时期，晋西北党的各级基层组织迅速建立起来，相继成立了8個地委（包括中心县委）和30多个县委。在晋西北区党委及各级党组织的领导下，晋西北地区的山西新军等抗日武装及战动总会、牺盟会各级组织不断发展壮大，工、农、青、妇各群众团体开展了蓬蓬勃勃的抗日活动，掀起了声势浩大的抗日高潮。
1937年11月太原失守前，邓小平、傅钟等曾率领八路军政治部、民运部和总部教导大队深入汾阳、孝义发动群众，开展抗日救亡运动，帮助地方建立党的组织。1937年11月初，山西省委撤至临汾，在北方局的直接领导下，开展恢复和建立晋南地区党的组织等工作。1938年2月，为了加强晋西地区党的力量，北方局决定成立中共晋西省委。1938年2月，日军侵占南同蒲铁路沿线，晋南和晋西大部地区相继失陷，割断了党组织之间的联系。在这种情况下，八路军第一一五师奉命开赴晋西南地区，连续在午城等地四战四捷，初步稳定了晋西南地区的动乱局面。为了统一晋西南地区党的领导，1938年5月北方局在孝义县宋家庄召开了各地、县以上党的负责人会议，决定山西省委和晋西省委合并组成中共晋西南省委，管辖黄河以东、汾离公路以南、风陵渡以北、同蒲铁路以西地区党的工作。1938年10月，晋西南省委改称中共晋西南区党委。到1939年11月晋西南区党委共建立7个特委（包括中心县委）、26个县委、83个区委，全区党员共发展到18383人，比抗战初期增长200多倍。同时，晋西南地区的山西新军和各级党委建立的游击大队，以及牺盟会、群众团体等组织亦不断发展壮大。
1938年8月，八路军一二〇师大青山支队奉命挺进绥远敌占区，开辟大青山抗日游击根据地。为加强党对绥远地区工作的领导，晋西北区党委在岢岚县组建了中共大青山特委，作为其派出机构随大青山支队开赴绥远开展党的工作。1939年3月，根据中共中央指示，大青山特委与绥蒙工委合并组成绥远省委。
1939年底，阎锡山发动了“晋西事变”。晋西南区党委奉命转移到晋西北地区。1940年1月，为了统一领导晋西北、晋西南党政军民各项工作，中共中央决定成立晋西北军政委员会。同时，晋西北和晋西南两个区党委合并为晋西区党委，统一领导晋西北和晋西南党的工作。2月晋西北抗日民主政权——山西省政府第二游击区行政公署正式成立。4月，党中央与阎锡山达成停止武装冲突的协议，划定以汾阳经离石至军渡的公路为晋西北和晋西南的分界线，晋西南地区为阎军活动区域，晋西北地区为八路军、新军活动区域。此后，晋西南地区党的组织转入地下活动。受1939年大旱影响，粮食严重歉收，党政军人员不得不以黑豆、野菜充饥果腹。1940年，中共中央财政经济部所作的《绥米葭吴清及晋西北经济考察报告》记载：
民国廿九年转回晋西北后，当时正值新、旧军冲突刚结束。旧军之破坏搜刮，加之国民党政府军政部军饷之无故停发以及经济上之封锁，又加之春、夏、冬的大“扫荡”，经济上之大破坏，以及民国廿八年之大旱过去，晋西北之穷困，因此部队的物质生活，便大感困难。当时吃的粮食大部是黑豆，这种粮食如果作马料和喂猪是很好的，但完全用作吃饭是很少见的，吃了最易生病，特别是肠胃病(痢疾病)。但我们连这种粮食也吃不饱。因为粮食很少，一天只能吃到二至三顿稀糊糊，有时连糊糊也吃不饱，简直就是喝黑豆汤，吃蔬菜。至于油盐，因为没有钱，每人最多亦仅能维持一二钱。吃菜很少，大部分挖野菜吃……在这一年，整个部队人员因没有足够的油盐和最低限度的营养和物质供给，以致身体全部削弱了，发生了夜盲、肠胃病、皮肤病等，或因营养不良身体衰弱而致死亡的，因为没有适时的鞋袜穿而把手脚冻坏的，为数亦不少。严寒的十月天以至十一月间，仍穿着仅仅一套贴肉的单衣同敌人搏斗，也常常光着脚行军作战。不仅一般人员是这样的，就是师长、政治委员及伤病员同志，也过着这样的生活。
据《一二〇师（晋绥军区）卫生工作概况》（1944）记载：“民国廿九年粮食困难，部队全吃黑豆，又吃不饱，因此肠胃病发生很多，占健康数百分之二十……最严重的是特务团三支队，民国廿九年发生病员占健康数百分之五十，在部队中死亡数占百分之十二……皮肤病很严重，占百分之三十。”
1940年2月，日军的肃正作战“要在去年的基础上，尽快建成特殊地区巩固的华北，用以示范并指导中国的治安建设”“将各项工作有机地统一于剿灭共军的前提之下”积极进行讨伐。1940年日军对晋西北进行了春、夏、冬3次大规模“扫荡”。
1940年7月，为了使绥远依托晋西北的雁北地区发展党的工作，中共中央决定绥远省委和晋绥边特委合并组成中共晋绥边区党委，受晋西北军政委员会领导。1940年11月，中央军委根据晋西北军政委员会的提议，批准成立了八路军晋西北军区，由八路军一二〇师领导机关兼任晋西北军区领导机关，统一领导晋绥抗日根据地的军事工作。1940年12月，日军集中2.5万余人对晋西北进行冬季大“扫荡”，两度进占并血洗兴县。据统计，在这次冬季“扫荡”中，根据地有4000多名群众被杀害，1.9万多间房屋被焚烧。1941年2月，为加强打击中国共产党及其领导的军队，日军华北方面军制定“治安强化运动”计划，还增加攻击目标，欲置共产党于死地而后快。3月底，日军开始了第一轮“治安强化运动”。
1941年4月13日，毛泽东、朱德等发来指示：“一二〇师兵力须在保卫（陕甘宁）边区同时又相当兼顾晋西北之两点上。”一二〇师随即命令独立第一旅第七一五团西渡黄河开赴佳县防务，同时令三五九旅雁北支队由恒山返回绥德归还第三五九旅建制。为使晋西北能有一个相对安全的后方，1941年5月26日中共中央决定将兴县黄河西岸的陕甘宁边区神府县（统辖府谷县城以南及神木县、榆林县、佳县的部分地区，1937年7月由原神府特区改称）划归晋西北管辖，当地保安部队归一二〇师指挥。
1941年7月7日，日军在华北开始实施第二轮“治安强化运动”。1941年8月，进一步加强党对敌占区工作的领导，晋西区党委决定在晋西南和雁北地区分别成立晋西南工委和雁北区工委统一领导这两个地区党的工作。1942年7月，由于雁北地区形势恶化，雁北区工委撤销。1941年9月11日，阎锡山派赵承绶在汾阳与日军签署了停战协定及基本协定，暗中停止抗日，接受日军任命和援助。1941年11月1日，日军又开始第三轮“治安强化运动”。1941年11月7日，中共中央军委发出《关于抗日根据地军事建设的指示》：“我们一无飞机、大炮、坦克，再则我们的步枪、机枪质量也差，子弹也日益困难，想要单靠我们自己力量办到有极优良的步枪、机枪，有极充足的子弹，在目前条件下，已是完全的空谈，更不必说飞机、大炮、坦克了……因此只有下决心依靠群众、民兵及部队之抗日坚决性、积极性，依靠全民皆兵，依靠群众的落后武器，依靠这些武器的数量，使敌人到处因我们的手榴弹、地雷、土枪、土炮而疲于奔命，同时主力军除炸弹外并积极设法修理机械与充实自己的子弹，只有这样，才是在今天坚持敌后艰苦卓绝的斗争之唯一道路。”
1942年3月，为了适应大青山地区抗日游击根据地向东发展的形势，晋西北军政委员会决定晋绥边区党委改称中共绥察边区党委，由晋西区党委直接领导。3月底，日军开始了第四轮“治安强化运动”。“五一大扫荡”使冀中根据地沦为敌占区，部队减员达46.8％。5月25日八路军副参谋长左权在反日军“扫荡”中作战牺牲。6月13日，毛泽东致电周恩来：“华北华中斗争极紧张残酷，要熬今明两年须要极大牺牲，两年后如能保存现有军队（五十七万）的一半，全国则保存现有党员（八十万）的一半，便是胜利。”
1942年5月，中央军委发布命令，成立陕甘宁晋绥联防军司令部，以统一陕甘宁和晋绥两个地区的军事指挥，增强经济互补，任贺龙为联防军司令员、关向应为联防军政治委员、徐向前为副司令员、高岗为代理政治委员、林枫为副政治委员。联防军直辖一二〇师、留守兵团、晋西北新军、陕甘宁边区保安部队、八路军直属炮兵团等部。中共中央政治局赋予陕甘宁晋绥联防军三项职权：“一、统一晋西北和陕甘宁两区域的军事指挥与军事建设。二、统一两个区域的财政经济建设。三、统一两个区域的党政军民关系。”
由于日军实行军事、政治、經济、文化相结合的所谓“总体战”，在敌占区实行“治安强化”运动，对游击区和边沿区实行“蚕食”政策，对根据地连续“扫荡”。加之顽固派经济上封锁和严重的自然灾害，晋绥根据地处于极端困难的境地。据晋绥边区行署写的《晋绥边区七年来的财政情况》（1948）报告记载：“到一九四二年，我们地区原来七个完整县缩到四个完整县，人口只剩七十余万。”此时的晋西北根据地人口减少约三分之一，面积缩小四成，情况最严重的第八分区面积缩小90％以上。为了从根本上扭转这种局面，党中央总结了各根据地实行军政委员会统一领导各部门工作的经验教训，改为实行“党的一元化领导”。1942年5月，中共中央决定成立晋绥分局，统一领导晋西南工委、绥察工委和新成立的晋西北区党委。
1942年7月间，日军对大青山地区进行大规模“扫荡”，一二〇师骑兵支队主力被迫转移到山西右玉，只留下少量部队在大青山坚持。8月6日，日军华北方面军发布《第五次强化治安运动实施要纲》，提出在“打击共产军”的同时，在物资上也要实施彻底的封锁。
1942年8月正式撤销了晋西北军政委员会和中共晋西区委，正式成立中共晋绥分局，书记关向应，副书记林枫。民运部部长龚子荣、城工部部长张稼夫，社会部部长周怡。晋绥分局下辖晋西南工委、绥察边区党委及晋西北区党委（与晋绥分局合署办公）。10月，晋西北军区改称晋绥军区，仍由一二〇师兼。1942年10月，在晋绥分局的领导和推动下，召开了晋西北临时参议会，选举产生了正副议长和常驻委员会；还选举产生了晋西北行署正副主任和行政委员。晋西北临时参议会作为晋绥边区的最高人民权力机关，领导晋西北行政公署的工作。当月，晋绥分局根据党中央“精兵简政”的指示，对根据地党政军民各级领导机关进行了精简，并重新调整了行政区划。绥察边区党委与晋绥第五地委合并为塞北区工委，统一领导雁北及绥远大青山地区的工作。晋绥边区各救会领导机关并入抗联改为各工作部（对外仍保留各救会名义）。
1942年10月8日，日军开始了第五轮“治安强化运动”。10月13日，日军独立混成第三、第十六旅团万余人对晋西北开始“扫荡”。
1942年10月31日，毛泽东致电晋绥分局副书记、晋绥军区兼一二〇师副政委林枫：“晋西北只有人口七十万至一百万，望检查如此迅速缩小的原因，与周、甘商讨积极开展游击战争向敌人挤地盘的具体方案（即具体的积极的全面的反“蚕食”斗争）。必须振奋军心民心，向敌取积极政策，否则地区再缩小，前途甚坏。”11月26日，一二〇师独立第一旅西渡黄河到绥德，接替三五九旅防务，并兼绥德警备司令部。当天，日军独立混成第十六旅团第八十五大队再次偷袭兴县。毛泽东提出“向敌人挤地盘”后，晋绥分局很快发出《关于加强对敌斗争的指示》（1942年11月），“把敌人挤出去”作为对敌斗争的方针，组织大量武工队展开对敌斗争，“挤”敌作战。据《一二〇师抗战第六周年战术经验总结》记载：“自一九四三年一月至六月加强对敌斗争以来，共进行大小战斗七百一十一次，主动战斗占全部战斗的百分之七十六点五，被动战斗只占百分之十二点二八，而伏击、袭击战又占主动战斗总数的百分之四十一点二五。敌我伤亡的对比是一千三百四十比八百二十五人，即敌人伤亡一点八四人，我伤亡一人。”据《一二〇师暨晋绥军区抗日战争史》记载：“一九四三年上半年，我二、三、六、八分区军民已基本上把敌人挤到据点和交通线附近，汾（阳）离（石）、离（石）岚（县）、忻（县）静（乐）等公路，已经处于我严重威胁之下。全区在八百二十七个自然村摧毁了“维持会”，在五百三十五个自然村建立或恢复了抗日民主政权。”1943年7月后，整个晋西北的形势已由敌进我退的被动局面，转变为敌退我进的主动局面。到年底，根据地人口恢复到100万人。晋绥抗日根据地进入了恢复与再发展的新阶段。
1943年1月，绥察行政公署改称塞北区行政公署。1943年4月，党中央为了统一陕甘宁晋绥的领导，确定由中共中央西北局直接领导晋绥分局的工作。
1943年9月26日至11月上旬，日军对晋西北“扫荡”。晋绥军区部队在副司令员兼参谋长周士第指挥下，104月4日至11日消灭孤军进犯兴县的日军第六十九师团第九旅团第八十五大队，歼灭日军700余人、伪军100余人，缴获重机枪2挺、轻机枪15挺、长短枪200余支、子弹3万多发及其他军用物资。八路军伤亡216人，内有连级干部5人。
1943年11月，晋西北和塞北两个行政公署合并，改称晋绥边区行政公署。自此，晋西北根据地与大青山根据地合称为晋绥边区。
1943年陕甘宁和晋绥两个边区的财政经济均有了很大起色。
1944年，晋绥军民继续开展“挤敌”作战，扩大根据地。第六军分区〔下辖宁武、静（乐）宁（武）、忻县（西）、崞县（西）四县〕对忻县蒲阁寨日军据点，周边十几里的群众坚壁清野，断了据点的生活来源，半年后日军被迫撤走。1944年6月，晋绥边区行署、晋绥军区司令部联合发出通令，嘉奖围困蒲阁寨敌据点获胜的有功人员，六分区武工第四大队副政治委员刘笃庆被授予“特等战斗英雄”。周士第写过一篇《把敌人挤出去》的文章，专门谈到蒲阁寨。1944年8月底，英国路透社记者武道、美国《纽约时报》记者爱泼斯坦和伦敦《泰晤士报》记者福尔曼在晋绥边区八分区目睹了八路军火烧汾阳机场、袭击机场附近的电力公司、袭击汾阳城东门外的火柴厂和公共汽车站。9月30日，毛泽东致电林枫、吕正操说：“请你们考虑，在其他分区也令他们开展八分区那样的战斗，打出威风来，扩大自己，挤小敌人。”
1945年2月，中共中央根据晋绥分局的建议，将塞北区工委改称绥蒙区党委。1945年7月，随着大青山抗日游击根据地的逐渐恢复，中共中央决定撤销塞北区行政公署，成立绥蒙政府，并将塞北军分区改建为绥蒙军区。
1945年6月25日，《晋绥大众报》开始连载马烽、西戎创作的解放区第一部长篇小说《吕梁英雄传》。其以真实人物为原型，以晋绥边区一个村庄为背景，讲述了抗战时期晋绥军民艰苦斗争、英勇杀敌的故事。极大鼓舞了晋绥边区军民的士气。被《新华日报》《大公报》等转载。
1945年7月10日，一二〇师第三五八旅从陕甘宁边区赶回吕梁。7月15日，中共中央书记处扩大会议作出决定：一、以林枫等16人为中共晋绥分局委员，林枫、张邦英、张稼夫、吕正操、赵林、武新宇为常委，林枫为书记。二、成立吕梁军区，由三五八旅兼，以张宗逊为吕梁军区司令员兼政治委员兼三五八旅旅长，罗贵波兼政治部主任，解学恭为参谋长。 
抗战胜利后，8月21日，中央军委决定由晋绥军区主力4个旅（第三五八旅，独立第一、二、三旅）组成晋绥野战军，由陕甘宁晋绥联防军司令员贺龙兼任野战军司令员，关向应兼任政治委员（因病未到任），李井泉兼任副政治委员（代政治委员）。8月31日，贺龙致电中央军委，决定率5个主力团北上绥远，南线由吕梁军区司令员张宗逊指挥三五八旅控制晋中平川。为了保卫晋绥解放区抗战胜利果实，便于指挥南北线对阎锡山、傅作義作战，巩固扩大解放区，党中央于1945年9月决定在晋绥分局之下设吕梁区党委、雁北区党委、绥蒙区党委。与此相应地在晋绥军区之下设立吕梁军区、雁北军区、绥蒙军区3个二级军区；在晋绥边区行署之下设立吕梁行署、雁北行署和绥蒙政府。晋西南工委于此时撤销。晋绥边区也相继收复绥远、晋南的多座城市，“所属县政府由二十八个发展到五十个，人口由一百零九万八千五百七十五人增加到三百零七万八千八百五十二人，面积由十五万平方(华)里，扩展为四十九万多平方(华)里”。
1945年9月中旬，晋绥军区抽调第三十二团及能组建10个团的连以上干部400余人，共同组成干部团，9月22日从兴县启程，由吕正操、林枫带队赴东北。中共中央调时任抗大总校政委的李井泉担任晋绥分局代理书记兼晋绥军区代理政治委员，中央党校四部主任张邦英调任晋绥分局副书记兼组织部部长，张稼夫继续担任分局副书记兼宣传部部长。
1946年3月，晋绥边区行政公署根据晋绥分局的指示，为了裁减重叠机构，加强下层领导，节约财政开支，减轻人民负担，决定撤销吕梁、雁北两个行署（区党委、军区机关仍保留），其所辖专员公署由晋绥边区行政公署直接领导。1946年11月，晋绥分局和晋绥军区决定，撤销雁门区党委和雁门军区。
1948年5月，晋南全境解放。晋绥分局决定成立临汾工委，统一领导晋南地区的工作。1948年8月，为了配合解放太原，党中央和中央军委决定撤销吕梁区党委、吕梁军区。另组建晋中区党委、晋中军区，归华北局和华北军区领导。1948年12月，为了更有力地支援西北地区的解放战争，经党中央、中央军委批准在晋南地区成立了晋南工委、晋南行政公署和晋南军区，直属西北局、陕甘宁边区政府和陕甘宁晋绥联防军区领导。其时，晋绥分局所辖临汾工委撤销。
1949年2月，晋绥边区行政公署撤销，另设晋西北行政公署，直属陕甘宁边区政府领导。5月，晋绥分局由兴县移驻临汾，晋南工委撤销，工委所属各地委、直属县委统归晋绥分局领导；晋南军区归晋绥军区领导。与此同时，陕甘宁边区政府决定，撤销晋西北行政公署，成立五寨中心专署，受晋南行政公署领导。5月，晋绥分局根据晋绥解放区大批干部陆续调往新解放区工作的情况，决定以五寨地委为基础，成立晋西北中心地委（亦称五寨中心地委），管辖晋西北地区各中心县委的工作。6月，晋绥分局决定以新绛地委、专署、军分区为基础，成立晋南地委（又称晋南中心地委）、晋南专署和晋南军分区。五寨、晋南中心地委隶属晋绥分局；晋西北、晋南军分区隶属晋绥军区，晋南军区撤销；晋南专署受晋南行署领导。1949年4月25日，由于太原解放，撤销晋绥军区，机关人员集结到临汾整训，准备南下四川。5月1日《晋绥日报》停刊。自一九四零年九月十八日创刊起，该报出刊二千七百七十一期。1949年10月晋绥分局正式撤销，辖区分别移交中共山西省委、中共绥远省委、中共察哈尔省委领导。 分局的党、政、军干部、战士大约一万人，以中国人民解放军第一野战军第四梯队番号一律南下四川、西康，负责川西、川北、西康的建政。
1949年4月，党中央根据绥远即将和平解放的形势，决定绥蒙区党委、绥蒙政府、绥蒙军区划归华北局、华北人民政府、华北军区领导。